# Hertha Siemering
Hertha Siemering (* 13. Januar 1883 in Berlin; † 1. Juli 1966 ebenda) war eine deutsche Juristin, Sozialökonomin und Sozialarbeiterin.

## Leben und Wirken
Sie war die Tochter des Bildhauers Rudolf Siemering. Nach der damals üblichen Schulbildung für Mädchen des Bürgertums ergriff sie den Beruf der Sprachlehrerin für Englisch. 1906 erwarb sie das Reifezeugnis am Königsstädtischen Realgymnasium in Berlin, anschließend studierte Siemering Nationalökonomie in Berlin, München und in Freiburg/Brsg. In letztgenannter Stadt promovierte sie 1910 bei Gerhart von Schulze-Gaevernitz. Nach ihrem Studium trat die promovierte Juristin in die Berliner „Zentralstelle für Volkswohlfahrt“ in die Abteilung von Robert von Erdberg ein. Dort übernahm sie zwei Jahre später die Leitung der neugegründeten Abteilung für weibliche Jugendpflege. 1919/20 wurde die „Zentrale für Volkswohlfahrt“ aufgelöst. Anschließend arbeitete Hertha Siemering in verschiedenen Feldern der sozialen Arbeit. 1919 und 1920 leitete sie gemeinsam mit Friedrich Siegmund-Schultze und Alix Westerkamp die Jugendpflegeschule der „Sozialen Arbeitsgemeinschaft Berlin-Ost“ (kurz: SAG). Von 1926 bis 1933 war sie wissenschaftliche Hilfsreferentin im Preußischen Ministerium für Volkswohlfahrt, danach im Arbeitsministerium. Folgend verliert sich ihre Spur. 
Beerdigt wurde Hertha Siemering auf dem Luisenfriedhof in Charlottenburg-Wilmersdorf.

## Ehrungen
An ihrem 80. Geburtstag (1953), wurde Hertha Siemering für ihre Verdienste in der Jugendarbeit und Sozialpolitik das Verdienstkreuz am Bande verliehen.

## Schriften (Auswahl)
- Arbeiterbildungswesen in Wien und Berlin Eine kritische Untersuchung. Braun, Karlsruhe 1911 (Freiburger volkswirtschaftliche Abhandlungen. Ergänzungsheft; 3) (Volkswirtschaftliche Abhandlungen der badischen Hochschulen. Ergänzungsband; 11, Erg.-H. 3).
- Pflege der schulentlassenen weiblichen Jugend. Heymanns, Berlin 1914 (Flugschriften der Zentralstelle für Volkswohlfahrt; 10).
- Zweckmäßige Beschäftigung und berufliche Ausbildung der Jugend während der Kriegszeit. In: Soziale Praxis und Archiv für Volkswohlfahrt, 24. Jg. (1914/15), Sp. 361–365.
- Deutsche Jugendpflege seit 1913. In: Frauenbildung. Zeitschrift für die gesamten Interessen des weiblichen Unterrichtswesens, Jg. 15 (1916), Heft 3, S. 81–90.
- Fortschritte der deutschen Jugendpflege von 1913 bis 1916. Springer, Berlin 1916 (Fortschritte des Kinderschutzes und der Jugendfürsorge; 2,1).
- Hrsg. zusammen mit Friedrich Reimers: Der Mädchenverein. Ein praktischer Wegweiser für die Pflege der weiblichen Jugend. Heymann, Berlin 1917.
- Jugendpflege. In: Jahrbuch des Bundes Deutscher Frauenvereine, Leipzig/Berlin 1919, S. 46–51
- Die deutschen Jugendpflegeverbände. Ihre Ziele, Geschichte und Organisation. Ein Handbuch im Auftrage der Zentralstelle für Volkswohlfahrt, 2 Bde., Berlin 1918 und weitere Auflagen (die umfassendste und gründlichste ist die dritte Aufl. 1931).
- zusammen mit Erwin Niffka: Jugend in Wirtschaft und Beruf. Decker, Berlin 1930 (Veröffentlichungen des Preußischen Ministeriums für Volkswohlfahrt aus dem Gebiet der Jugendpflege, der Jugendbewegung und der Leibesübungen; 11).
- Weibliche Jugend in unserer Zeit. Beobachtungen und Erfahrungen von Jugendführerinnen. Quelle & Meyer, Leipzig 1932.
- Deutschlands Jugend in Bevölkerung und Wirtschaft. Eine statistische Untersuchung. Junker & Dünnhaupt, Berlin 1937.

## Quelle
Peter Reinicke: Die Ausbildungsstätten der sozialen Arbeit in Deutschland 1899–1945, Berlin o. J., S. 168:

## Weblink
- https://billiongraves.de/grave/Hertha-Siemering/21134485

| Personendaten    | Personendaten                                          |
| ---------------- | ------------------------------------------------------ |
| NAME             | Siemering, Hertha                                      |
| KURZBESCHREIBUNG | deutsche Juristin, Sozialökonomin und Sozialarbeiterin |
| GEBURTSDATUM     | 13. Januar 1883                                        |
| GEBURTSORT       | Berlin                                                 |
| STERBEDATUM      | 1. Juli 1966                                           |
| STERBEORT        | Berlin                                                 |